# Leandro Gómez Harley
Leandro Gómez , né le 21 mars 1902 à Montevideo et mort dans cette même ville le 18 avril 1979, est un ancien joueur de basket-ball et athlète uruguayen.

## Palmarès
Basket-ball
- Champion d'Amérique du Sud 1930, 1932
- Champion d'Amérique du Sud 1935

Athlétisme
- Champion d'Uruguay du 110 mètres haies 1922 (15 s 80)